# 赫克瑟姆修道院
赫克瑟姆修道院（英語：Hexham Abbey）是位於英國赫克瑟姆的一座英國聖公會修道院。始建于674年，12世纪发展成现在的规模。1537年解散修道院后作为教区教堂存在。